# Strumce
Strumce (en serbe cyrillique : Струмце) est un village de Serbie situé dans la municipalité de Tutin, district de Raška. Au recensement de 2011, il comptait 23 habitants.

## Démographie
| 1948 | 1953 | 1961 | 1971 | 1981 | 1991 | 2002 | 2011 |
| ---- | ---- | ---- | ---- | ---- | ---- | ---- | ---- |
| 119  | 125  | 198  | 137  | 125  | 51   | 46   | 23   |

|  |